# Romance on Film, Romance on Broadway
| Críticas profissionais | Críticas profissionais |
| Avaliações da crítica  | Avaliações da crítica  |
| Fonte                  | Avaliação              |
| ---------------------- | ---------------------- |
| Allmusic               | [ 1 ]                  |

Romance on Film, Romance on Broadway é um álbum de 2000, gravado pelo cantor e pianista norte-americano Michael Feinstein com os arranjos de Alan Broadbent e John Oddo. Foi o terceiro álbum de Feinstein para a Concord Records.

## Faixas - Disco 1
| N.º | Título                                 | Compositor(es)                                  | Duração |  |
| 1.  | "The More I See You"                   | Mack Gordon / Harry Warren                      | 6:16    |  |
| 2.  | "The Second Time Around"               | Sammy Cahn / Jimmy Van Heusen                   | 5:32    |  |
| 3.  | "As Time Goes By"                      | Herman Hupfeld                                  | 6:28    |  |
| 4.  | "Isn't It Romantic?"                   | Lorenz Hart / Richard Rodgers                   | 4:44    |  |
| 5.  | "All the Way"                          | Sammy Cahn / Jimmy Van Heusen                   | 5:18    |  |
| 6.  | "Something's Gotta Give"               | Johnny Mercer                                   | 5:06    |  |
| 7.  | "The Way You Look Tonight"             | Dorothy Fields / Jerome Kern                    | 7:28    |  |
| 8.  | "Long Ago (And Far Away)"              | Ira Gershwin / Jerome Kern                      | 5:39    |  |
| 9.  | "When I Fall in Love/My Foolish Heart" | Edward Heyman / Victor Young                    | 6:24    |  |
| 10. | "How Do You Keep the Music Playing?"   | Alan Bergman / Marilyn Bergman / Michel Legrand | 5:23    |  |

## Faixas - Disco 2
| N.º | Título                              | Compositor(es)                            | Duração |  |
| 1.  | "Aways"                             | Irving Berlin                             | 6:07    |  |
| 2.  | "I've Grown Accustomed to Her Face" | Alan Jay Lerner / Frederick Loewe         | 5:08    |  |
| 3.  | "If This Isn't Love"                | E.Y. "Yip" Harburg / Burton Lane          | 3:41    |  |
| 4.  | "They Say It's Wonderful"           | Irving Berlin                             | 4:23    |  |
| 5.  | "I've Never Been in Love Before"    | Frank Loesser                             | 2:56    |  |
| 6.  | "As Long as She Needs Me"           | Lionel Bart                               | 4:40    |  |
| 7.  | "The Song Is You"                   | Oscar Hammerstein II / Jerome Kern        | 4:15    |  |
| 8.  | "Darn That Dream"                   | Eddie DeLange / Jimmy Van Heusen          | 5:59    |  |
| 9.  | "The Best Things in Life Are Free"  | Lew Brown / Buddy DeSylva / Ray Henderson | 4:49    |  |
| 10. | "My Funny Valentine"                | Lorenz Hart / Richard Rodgers             | 5:01    |  |
| 11. | "Taking a Chance on Love"           | Vernon Duke / Ted Fetter / John Latouche  | 4:01    |  |
| 12. | "Ev'ry Time We Say Goodbye"         | Cole Porter                               | 4:03    |  |